# Alfons Zeileis

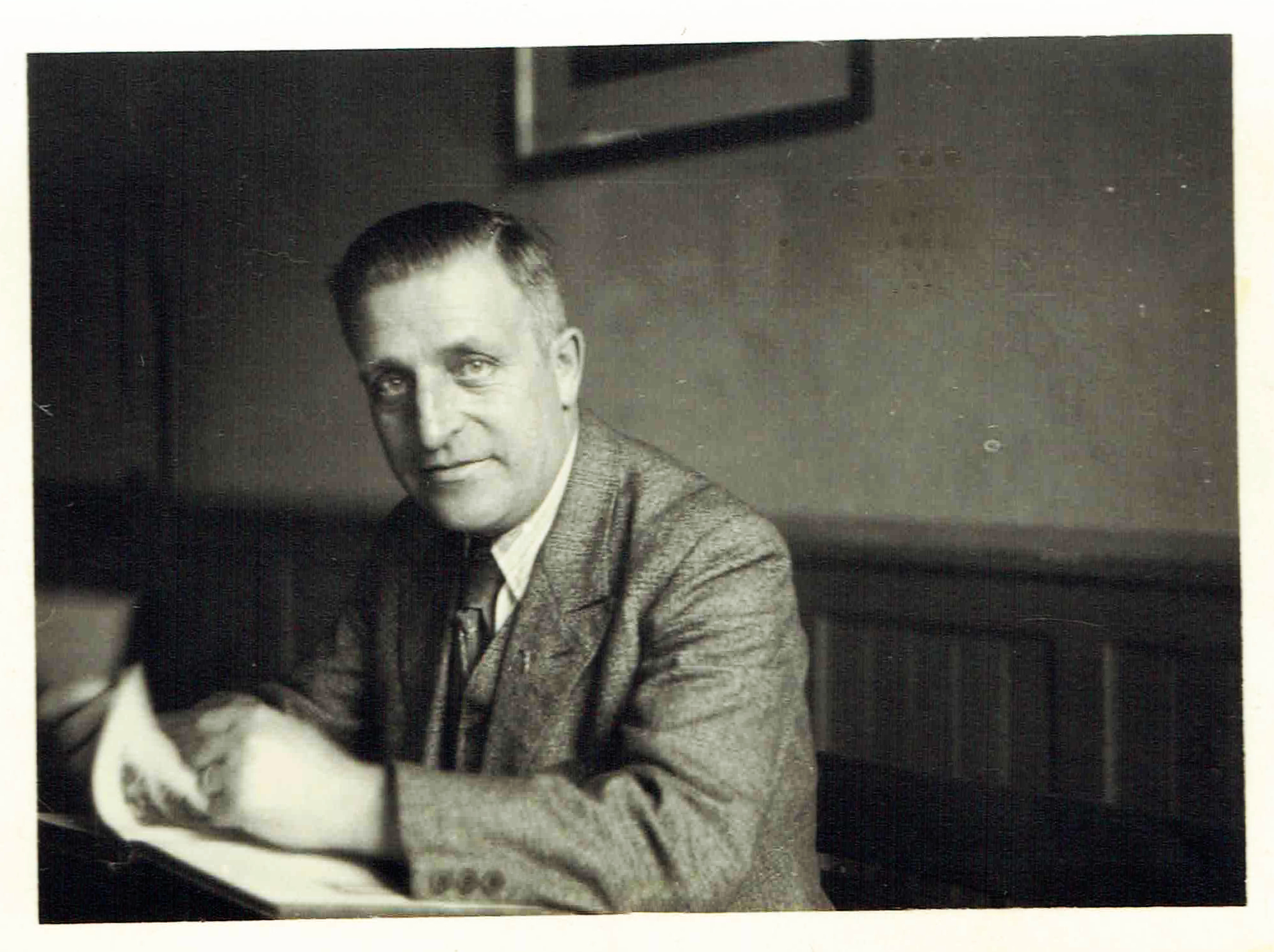
Alfons Zeileis, 1936

Alfons Zeileis (* 31. Juli 1887 in Hafenlohr; † 25. März 1963 in Neustadt an der Weinstraße) war ein deutscher Maler und Kunstpädagoge. Er wurde vor allem durch Gemälde aus der Umgebung von München und der südlichen Pfalz bekannt. Er malte vorwiegend im Stil des Impressionismus und des Expressionismus.

## Leben
Alfons Zeileis wurde als Sohn von August Zeileis, „Königl. Post- und Bahn Expeditor“, und Maria Zeileis geborene Lutz in Hafenlohr geboren.
Er besuchte von 1897 bis 1904 das humanistische Gymnasium in Würzburg und von 1904 bis 1906 heute die Kunstgewerbeschule in Nürnberg. Von 1906 bis 1908 studierte er an der Münchener Kunstakademie und absolvierte im Jahr 1908 das Examen. Er setzte sein Studium bis 1914 an der Akademie fort und finanzierte sich mit kleineren Stipendien und Aufträgen.
Er besuchte zunächst die Zeichenklasse bei Gabriel von Hackl. Seine direkten Kommilitonen bei von Hackl waren unter anderem der italienische Maler Giorgio de Chirico, der griechische Maler Markos Zavitsianos und der österreichische Maler Karl von Blaas. Außerdem besuchte Zeileis die Malklasse bei Carl von Marr und Ludwig von Herterich sowie die Komponierklasse bei Carl Johann Becker-Gundahl.
Dazwischen nahm er Studienaufenthalte in Dachau, Oberstaufen und Rom. Zeileis’ Aktivitäten in der Künstlerkolonie Dachau sind für die Jahre 1907, 1908, 1911 und 1913 belegt.
Außerdem studierte er von 1907 bis 1908 an der Technischen Hochschule München. An der Kunstakademie München erhielt Zeileis folgende Auszeichnungen:
- 19. Juli 1907: lobende Erwähnung für Zeichenstudien
- 10. Januar 1911: zweiter Preis für Surrogatebild
- 17. Januar 1914: lobende Erwähnung für seine Gruppe aus der Sintflut
- 16. Juli 1914: lobende Erwähnung für Malstudien

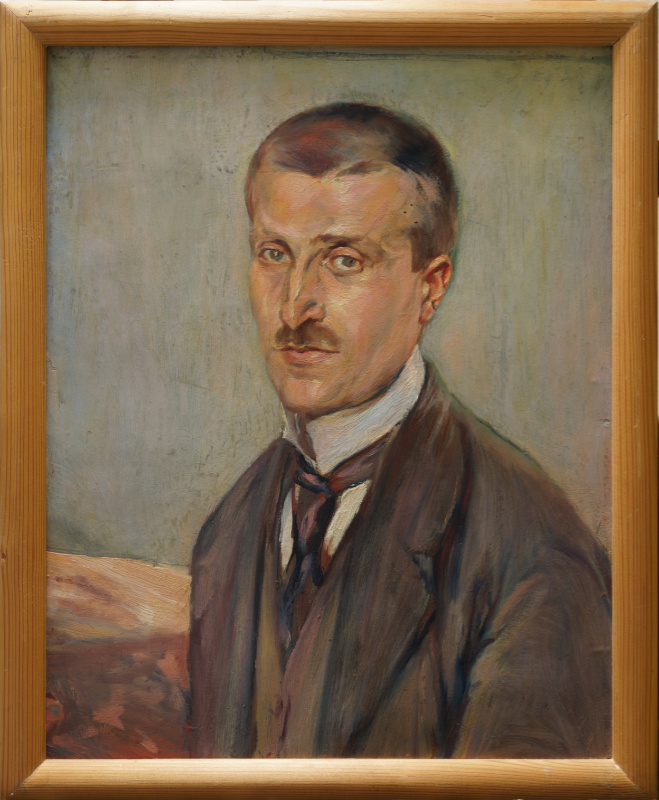
Selbstbildnis, 1920, ca. 48 × 38 cm

Im Jahr 1913 nahm Zeileis an einer Kollektivausstellung in der Galerie „Neuer Kunstsalon“ in der Königinstraße 44 in München teil. An dieser Ausstellung waren außer ihm der dem Blauen Reiter nahe stehende Maler Egon Adler, der rheinische Expressionist Carlo Mense, der Dresdner Grafiker Walter Richard Rehn und der ebenfalls dem Blauen Reiter nahestehende amerikanischen Maler Albert Bloch beteiligt. Im Ersten Weltkrieg meldete sich Zeileis 1914 als Freiwilliger zum Militärdienst. Bereits 1916, nach Aufenthalt in verschiedenen Lazaretten, war sein militärischer Einsatz beendet. Im Sommer 1916 wurde er als Zeichenlehrer an die „Realanstalt am Donnersberg“ berufen, das heutige Gymnasium Weierhof. In seiner Zeit in Marnheim fand Zeileis im Jahr 1918 seine Lebensgefährtin und Frau Elisabeth.
Im Oktober 1916 veröffentlichte Zeileis in der Zeitschrift Die Kunst für Alle des Münchner Bruckmann Verlags einen kurzen Artikel mit dem Titel Die Wirkung künstlerischer Manifestationen.
Nach dem Krieg arbeitete er als Assistent am Progymnasium Homburg und danach als Studienrat – ab 1939 als Studienprofessor – am Kurfürst-Ruprecht-Gymnasium in Neustadt an der Weinstraße. Im Jahr 1932 zog er nach Hambach. Während des Zweiten Weltkriegs wurde sein Haus beschlagnahmt und er musste in verschiedenen Notunterkünften unterkommen, bevor er 1951 wieder in Neustadt auf der Hambacher Höhe wohnte und 1955 wieder in sein eigenes Haus in Hambach zog.
Alfons Zeileis starb am 25. März 1963 in Neustadt an der Weinstraße, nur wenige Tage nach seiner Frau.

## Ausstellungen
Zeileis war Mitglied der Arbeitsgemeinschaft Pfälzer Künstler. Ausstellungen mit seinen Bildern gab es in der südlichen Pfalz bis 1993. Er nahm an folgenden Gruppenausstellungen teil:
- 1926: Pfälzer Kunst im Coburger Kunstverein[10]
- 1926: Maiausstellung in Speyer, Aquarellausstellung Pfälzischer Künstler im Freiburgerhaus[11]
- 1926: Arbeitsgemeinschaft Pfälzer Künstler Pfälzische Malerei von heute, Ebertpark Ludwigshafen[12]
- 1926: Pfälzische Kunstausstellung im Saalbau[13]
- 1926: Kunstausstellung in der Winterschule anlässlich der Südpfälzischen Herbsttage in Landau[14]
- 1926: Pfälzischer Kunstverein Speyer, Kollektivausstellung Pfälzer Künstler[15]
- 1927: Pfälzer Kunstausstellung in Zweibrücken[16]
- 1927: Kunstausstellung der Arbeitsgemeinschaft Pfälzer Künstler in Landau[17]
- 1927: Wanderausstellung der Arbeitsgemeinschaft Pfälzer Künstler in Pirmasens[18]
- 1928: Kunstverein Augsburg, Künstler aus der Pfalz.[19]
- 1928: Arbeitsgemeinschaft Pfälzer Kunst Ausstellung im Saalbau[20]
- 1929: Kunstausstellung im Kaisersaal[21]
- 1930: Ausstellung im Rahmen der Veranstaltung 1000 Jahre Mode und Literatur[22]

Ab 1930 wurden wegen der Weltwirtschaftskrise, welche die Pfalz besonders traf, freischaffende Künstler vor festbesoldeten Künstlern gefördert. Es fanden kaum noch Ausstellungen statt. Da Zeileis beamteter Kunstlehrer war, nahm er nicht mehr an Ausstellungen teil.
- 1941: bei der Großen Deutschen Kunstausstellung in München wurden die eingereichten Bilder nicht ausgestellt, sondern der „entarteten Kunst“ zugeordnet, von der Polizei beschlagnahmt und nicht zurückgegeben.[24]
- 1948: Verkaufsausstellung der Pfälzischen Künstlerselbsthilfe in „Die Brücke“, Ludwigshafen, vom 11. bis 28. November[25]
- 1949: Arbeitsgemeinschaft Pfälzer Künstler: 1. Ausstellung in der Landesgewerbeanstalt Kaiserslautern; 9. April bis 3. Mai[25][26]
- 1952: Kunstverein Ludwigshafen, Herbstausstellung im Textilhaus Krebs, 9. bis 30. November[25]
- 1955: Jahresausstellung Arbeitsgemeinschaft Pfälzer Künstler. Landesgewerbeanstalt Kaiserslautern, 24. November bis 23. Dezember 1955[25][26]
- 1957: Weihnachtsausstellung in Ludwigshafen[25]
- 1958: Landesgewerbeanstalt Kaiserslautern[27]
- 1962: Ausstellung Arbeitsgemeinschaft Pfälzer Künstler[26]
- 1962/63: Künstlergilde „Buslat“, 1. Große Gilde-Ausstellung, Schloss Bauschlott, 2. Dezember 1962 bis 30. Januar 1963[25][28]

Nach Alfons Zeileis’ Tod fanden mit Unterstützung seiner Tochter Anneliese weitere Ausstellungen mit seinen Bildern statt:
- 10. Juni bis 13. Juli 1988: Gedächtnisausstellung im Dokumentationszentrum in Neustadt (Weinstraße)[29]
- 1. bis 11. Juni 1989: Einzelausstellung im Rathaus in Hambach[30]
- 31. Mai bis 28. Juni 1989: Einzelausstellung in der Kreissparkasse in Kirchheimbolanden[31]
- 3. bis 21. Juni 1991: Einzelausstellung in der Kreissparkasse Bad Dürkheim[32]
- 14. Oktober bis 29. November 1991: Einzelausstellung im Verwaltungsgebäude der Verbandsgemeinde Enkenbach-Alsenborn[33]
- 27. Oktober bis 4. Dezember 1993: Kurfürst-Ruprecht-Gymnasium: 175 Jahre Künstler und Kunsterzieher. Stadtarchiv Neustadt. Zeileis war mit 5 Bildern vertreten.[34]

## Werke

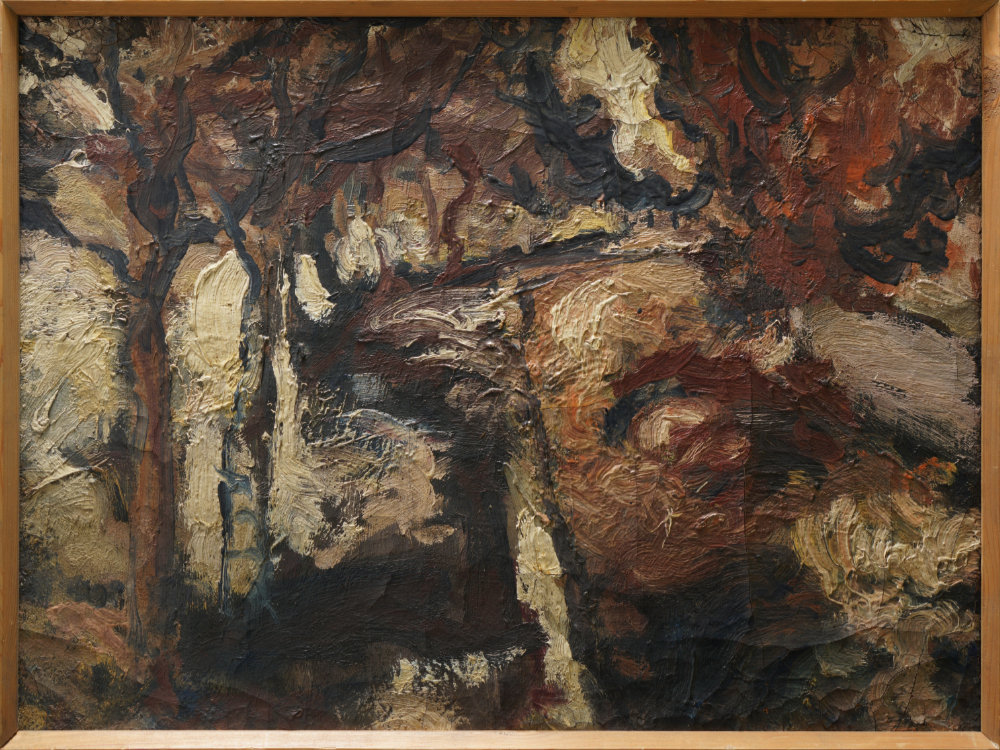
Kanal bei Dachau, Öl, 1912, ca. 43 × 58 cm
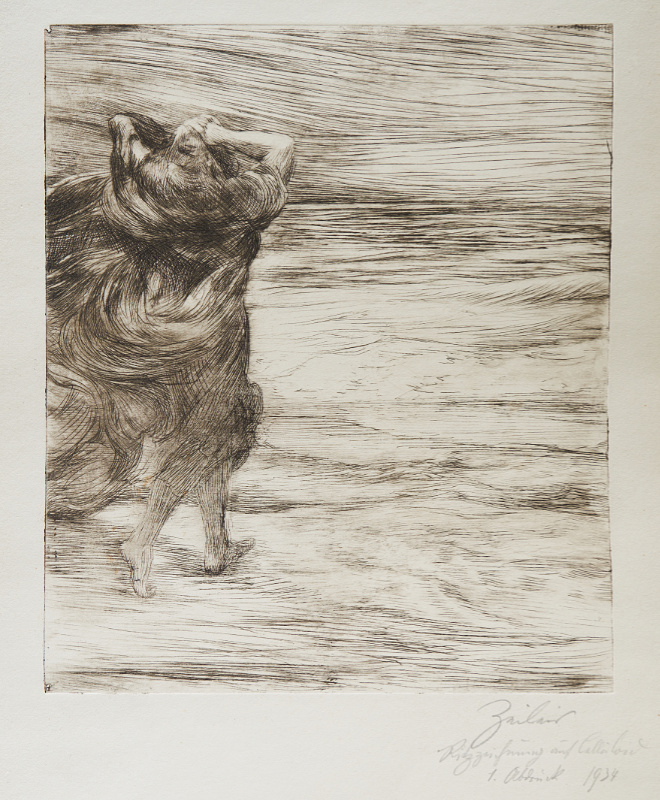
Frauenstudie, 1916, Öldruck, ca. 24 × 20 cm
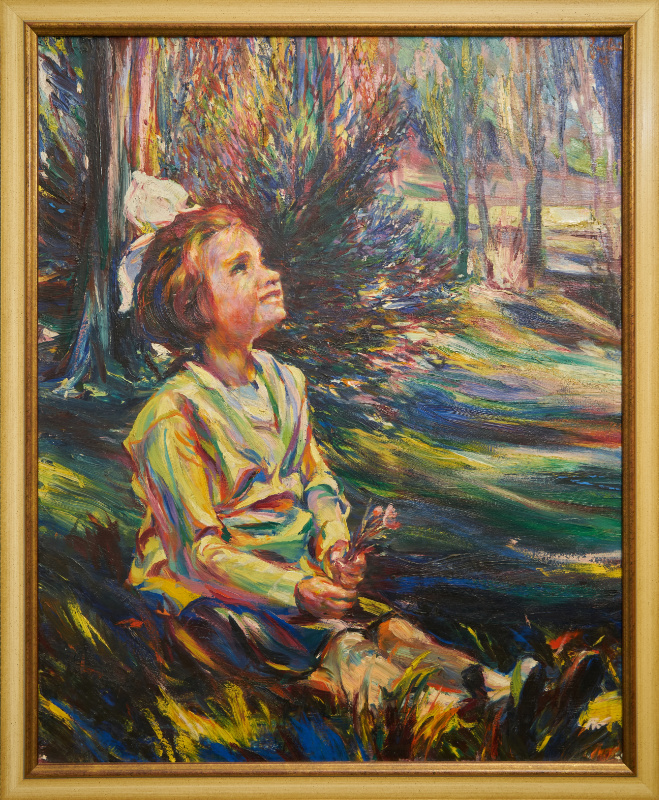
Anneliese Zeileis, Tochter des Künstlers, 1926, Öl, ca. 79 × 64
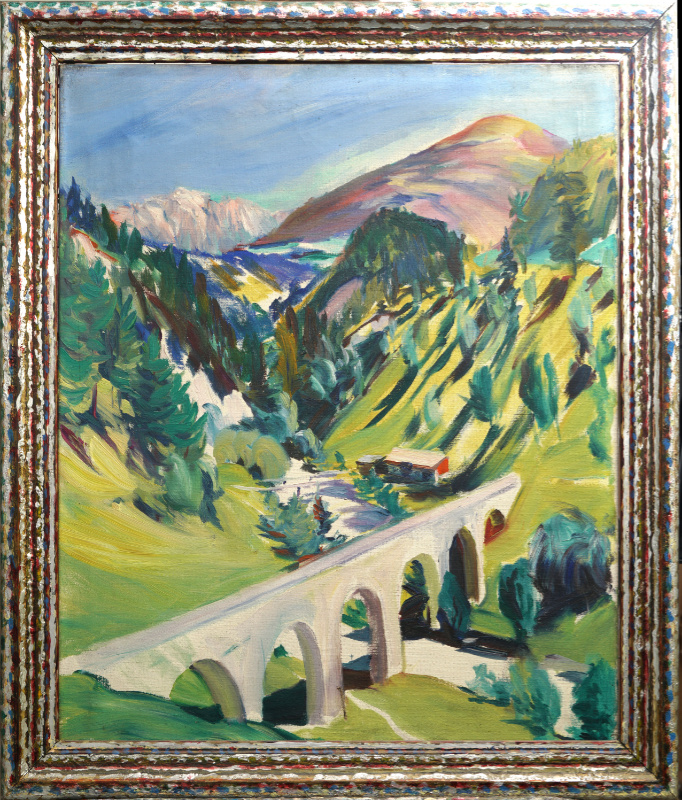
Stubaital, 1926, Öl, ca. 79 × 64 cm
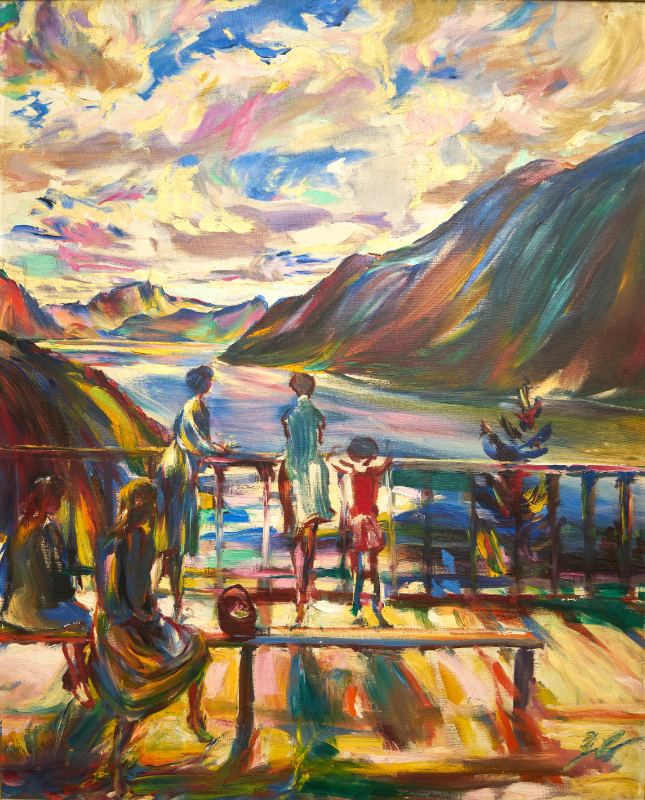
Landschaft am Vierwaldstätter See, 1927, Öl, ca. 98 × 79 cm
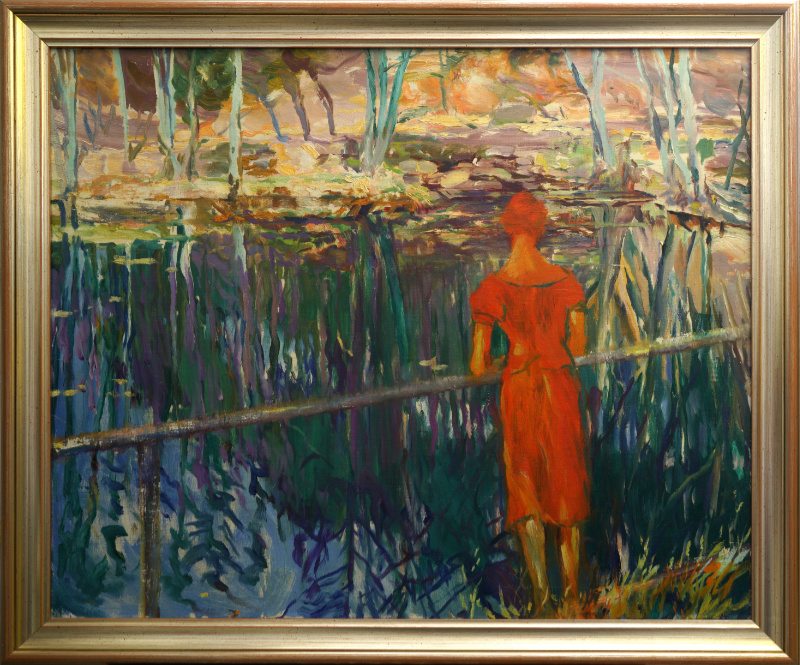
Waldsee Mit Roter Figur, 1927, Öl, ca. 64 × 79 cm
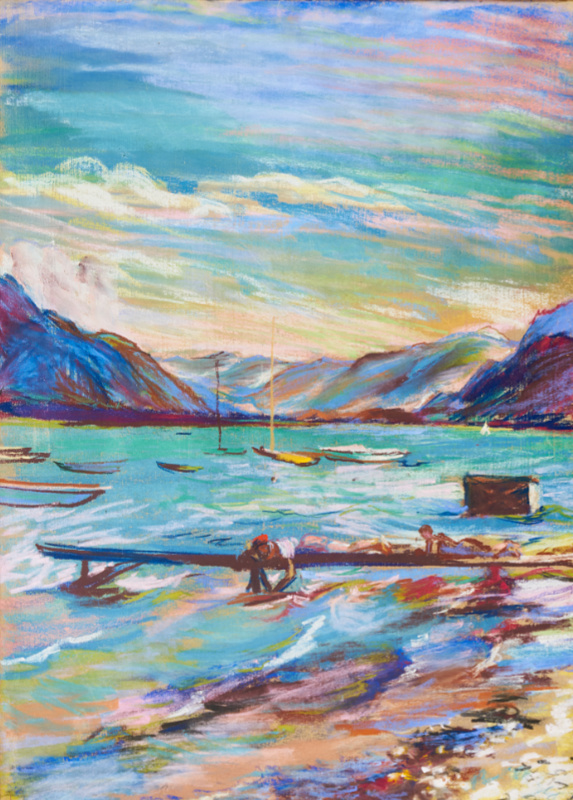
Fraueninsel, 1928, Tempera, ca. 67 × 47 cm
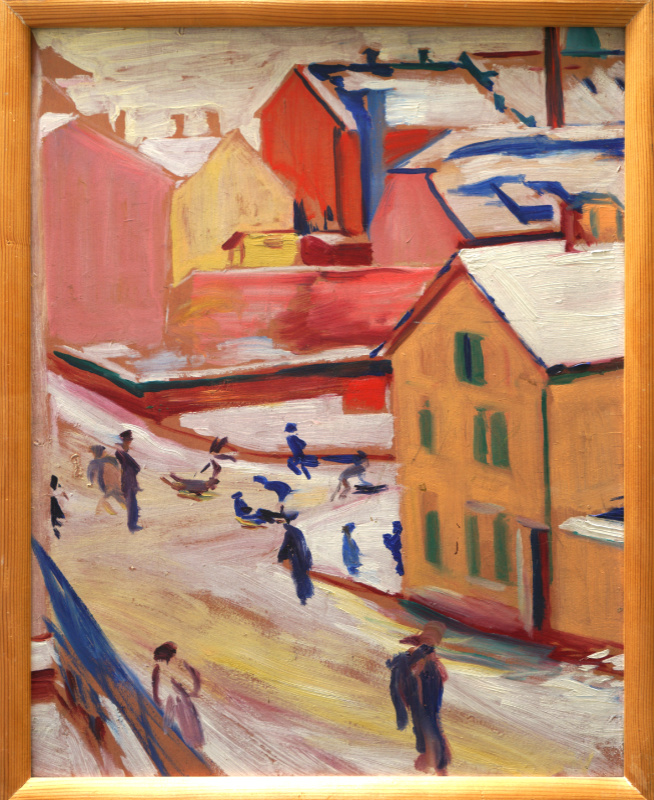
Neustadt Ecke Sauterstr-Lindenstr, 1929, Öl, ca. 48 × 38 cm
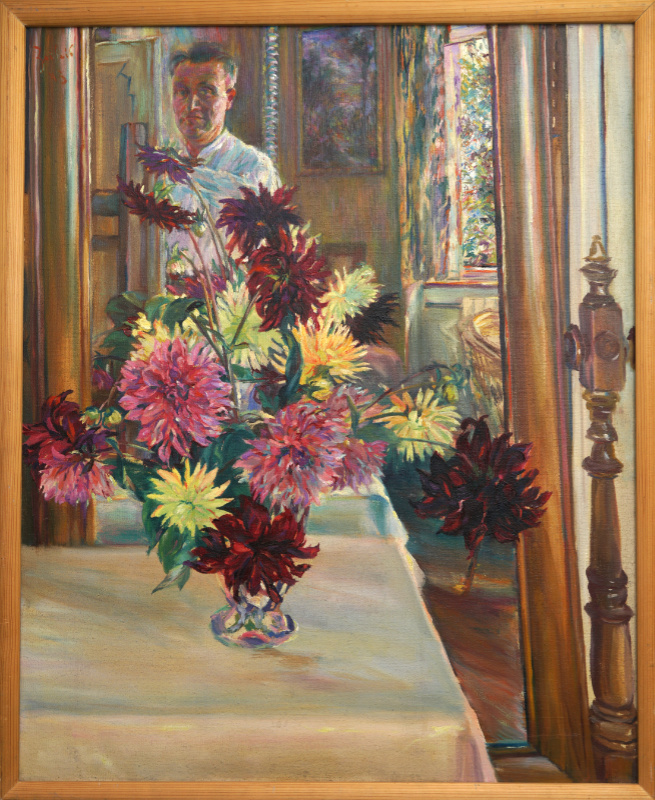
Dahlienstrauss Mit Künstler Im Hintergrund, 1935, Öl, ca. 79 × 64 cm
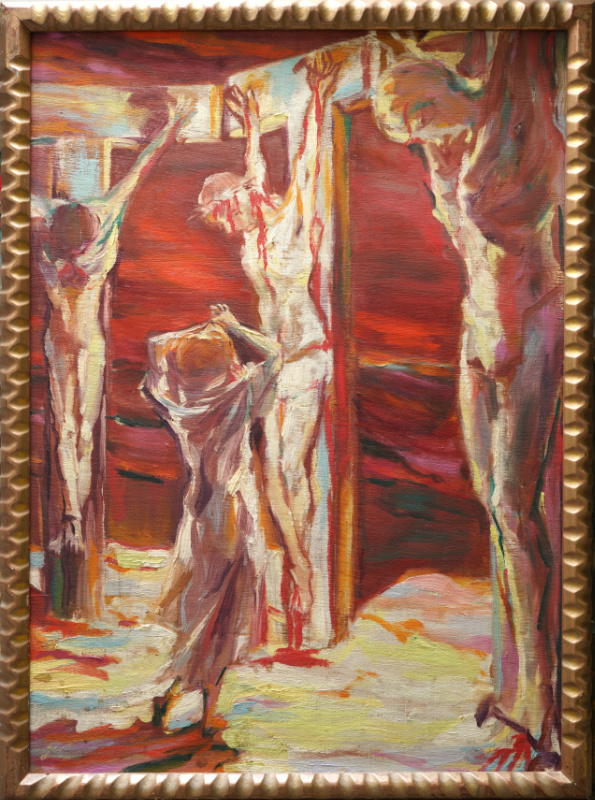
Crucifixus, 1938, Öl, ca. 71 × 52 cm
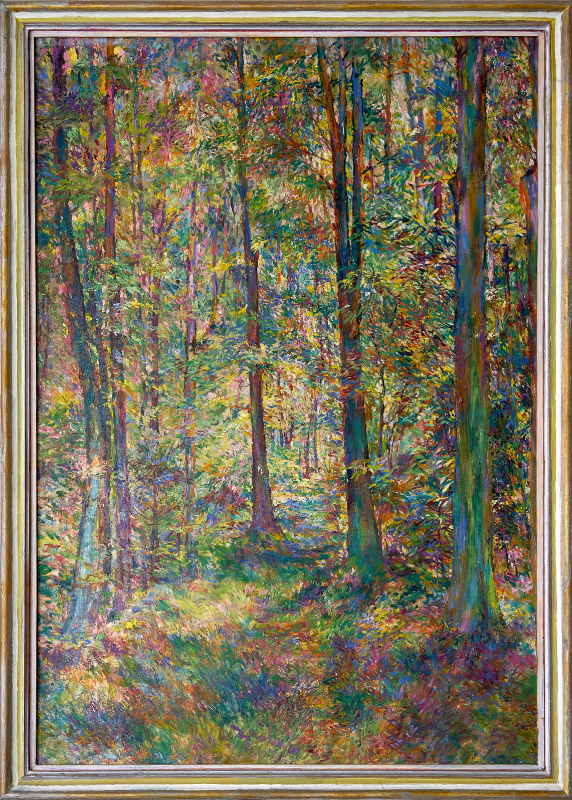
Waldinneres, 1945, Öl, ca. 97 × 67 cm
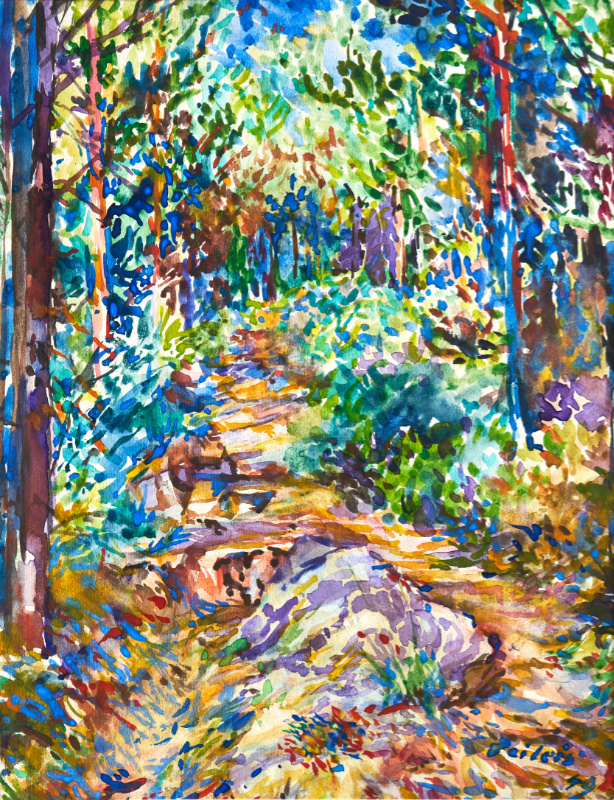
Steiler Waldpfad Im Längstal, 1949, Aquarell, ca. 36 × 28 cm
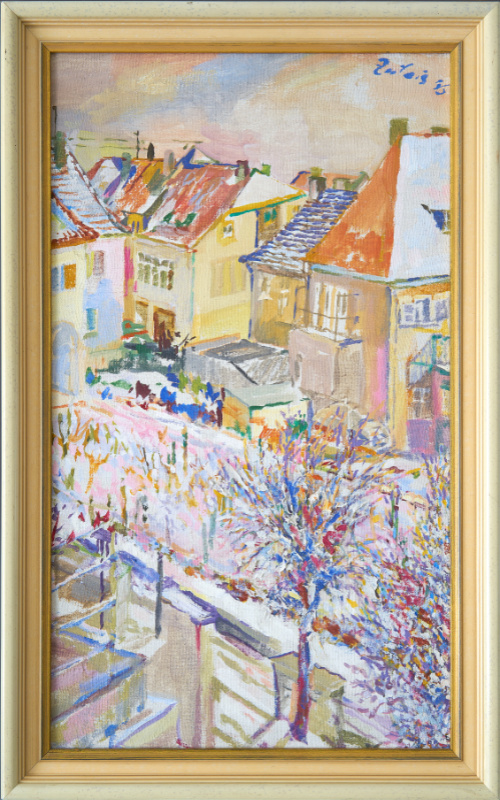
Blick auf Straße in Hambach, 1955, Öl, ca. 62 × 35 cm
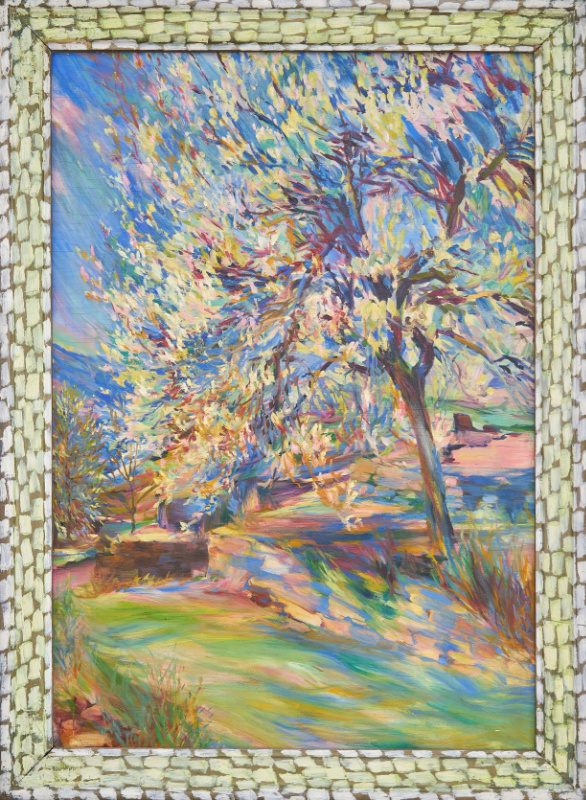
Blühende Magnolie, 1955, Öl, ca. 95 × 66 cm
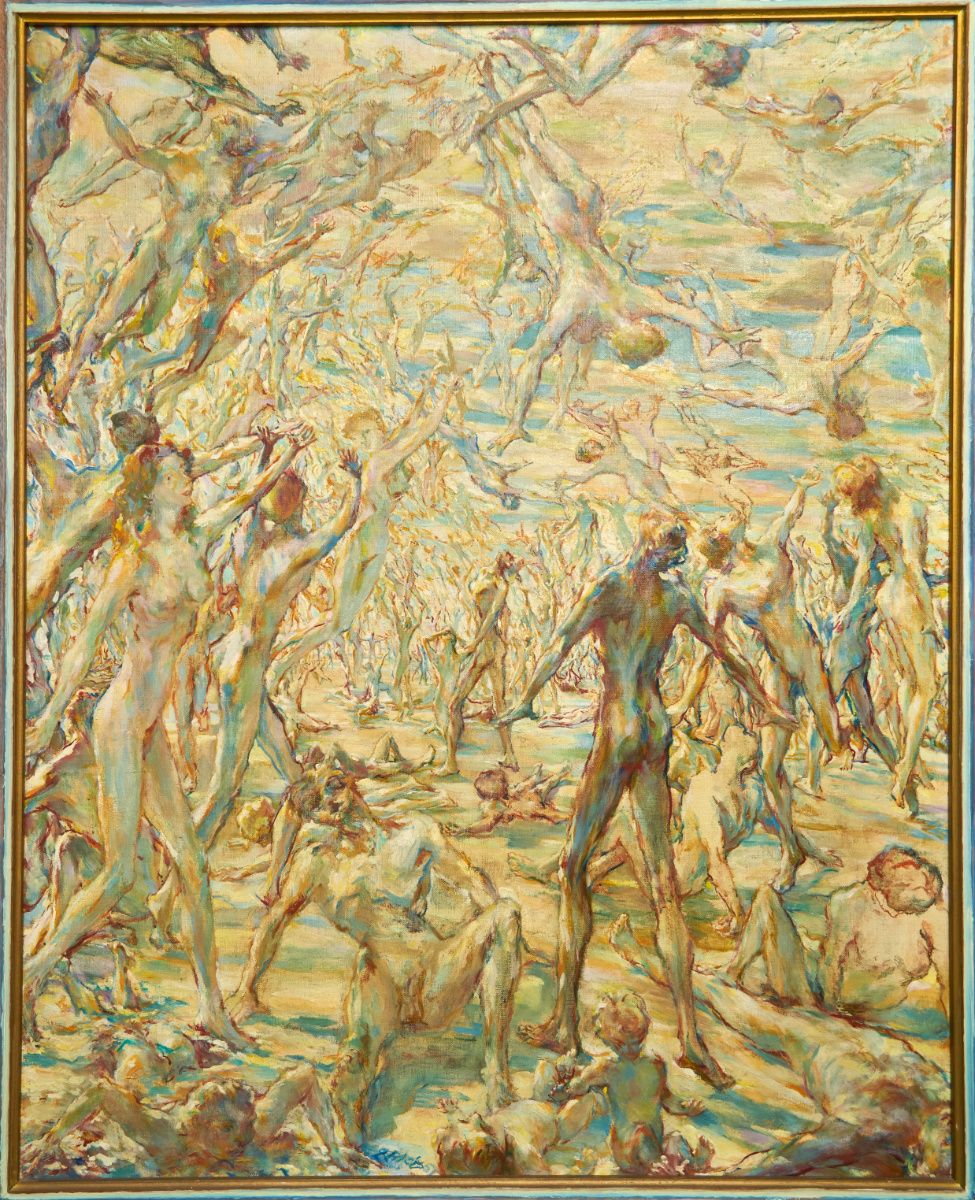
Auferstehung II, 1956, Öl, ca. 98 × 79 cm

## Gemälde von Alfons Zeileis in öffentlichem Besitz
- Pfälzische Evangelische Landeskirche: Portrait von Kirchenpräsident Paul Fleischmann 1952 (Öl)[35]
- Humanistisches Gymnasium zu Neustadt (Weinstraße): Portrait von Richard Wagner 1933 (Öl)[36]
- Kurfürst-Ruprecht-Gymnasium in Neustadt (Weinstraße): Selbstbildnis von 1917 (Öl), Steinbruch bei Hambach von 1935 (Öl)[37]
- Stadt Dachau: Dachauer Hofgarten 1912 (Öl), Oberbayerische Moorlandschaft 1912 (Öl), Landschaft mit Bauernhaus 1913 (Öl)[38]
- Kreissparkasse Bad Dürkheim: Blick über Neustadt vom Vogelsang aus 1927 (Öl)[39]